# Conflitto d'interessi (film)
Conflitto d'interessi (The Gingerbread Man) è un film del 1998, diretto da Robert Altman, tratto da un racconto scartato di John Grisham.

## Trama
Una sera a Savannah (Georgia), città umida e afosa dove sta per abbattersi l'uragano chiamato Gerardo, Rick Magruder, avvocato di successo separato con due figli piccoli, accompagna a casa Mallory, una cameriera. Vedendola turbata e inquieta, Rick comincia a farle delle domande e viene a sapere che il padre di lei, Dixon, un seguace dei fondamentalisti, la perseguita e la minaccia. Conquistato dalla bellezza di Mallory, Rick decide di occuparsi del caso e ben presto riesce a ottenere l'obbligo per l'uomo di ricovero in ospedale psichiatrico. La mossa però si rivela sbagliata. Aiutato da alcuni amici, Dixon scappa e a sua volta cerca di vendicarsi, minacciando i figli dell'avvocato. Rick allora li porta via dalla scuola per proteggerli (malmenando nell'occasione l'addetto alla sicurezza) e si allontana. Mentre sta aspettando Mallory alla quale ha dato appuntamento per unirsi a loro e mettersi anche lei al sicuro, telefona a Clyde, un investigatore privato alcolizzato che da tempo lavora per lui. Mentre sta parlando con lui, si accorge che i bambini non sono più nella stanza dove li ha lasciati.  Certo che siano stati rapiti da qualcuno degli amici del padre di Mallory, con l'aiuto della ragazza e in contatto con Clyde, raggiunge la casa del padre. I due entrano nella proprietà di Dixon che, armato di un fucile, glielo punta contro. Rick allora spara e lo uccide. Adesso è lui a doversi difendere da accuse pesanti. Indagando un po' più a fondo, emergono nuovi particolari: tra padre e figlia c'è di mezzo un problema di eredità, e in più emerge che l'ex marito di Mallory, Pete, non è tale in quanto i due non si sono mai separati. Mentre la pioggia comincia a cadere fitta, Rick trova Clyde morto e, poco dopo, si scontra con Pete. Magruder sembra avere la peggio, ma mentre i due stanno lottando, Mallory spara con una pistola lanciarazzi e colpisce il marito, uccidendolo. Subito dopo però tenta di sparare anche a Rick che riesce però a neutralizzarla. Sembra a questo punto evidente che all'origine dell'omicidio ci fossero di mezzo questioni di interesse. Mallory viene arrestata. Rick accetta di dichiararsi colpevole, senza aspettare il processo.

## Produzione
Il film è stato creato dalla Enchanter Entertainment con il supporto della Island Pictures. Gli effetti speciali sono a cura della Stargate Studios, mentre la Island Records si è occupata della colonna sonora. La pubblicità è stata invece creata dalla Zarem. Le scene sono state girate completamente nello Stato della Georgia, più precisamente a Guyton e a Savannah. Il budget ammonta a circa $ 25.000.000.

## Distribuzione
Il film è stato distribuito in diversi Paesi con titoli e date differenti:
- USA 23 gennaio 1998 The Gingerbread Man
- Germania 21 maggio 1998 The Gingerbread Man
- Francia 3 giugno 1998 The Gingerbread Man
- Australia 11 giugno 1998 The Gingerbread Man
- Spagna 3 luglio 1998 Conflicto de intereses
- Regno Unito 24 luglio 1998 The Gingerbread Man
- Giappone 17 ottobre 1998 相続人
- Italia 8 gennaio 1999 Conflitto d'interessi
- Portogallo febbraio 1999 Caminhos Perigosos
- Grecia 27 maggio 1999 Ο άνθρωπος του βάλτου

### Divieti
La pellicola è stata vietata ai minori di 17 anni non accompagnati dai genitori negli Stati Uniti; in Argentina e in Islanda ai minori di 16 anni; ai minori di 12 anni in Germania, Finlandia, Paesi Bassi, Portogallo e Svizzera. Nel Regno Unito è stato invece vietato ai minori di 15 anni, mentre nella Corea del Sud, Filippine, e Singapore è stato vietato ai minori di 18 anni.

## Accoglienza
Nel primo week end di apertura in patria guadagna $ 118.278 e nel Regno Unito £ 171.120. In tutto negli States guadagna $ 1.534.569, mentre in Gran Bretagna £ 449.552. Sul sito IMDb il film ottiene un punteggio di 5.7/10, mentre su MYmovies 3.50/5.